# Zemní plyn

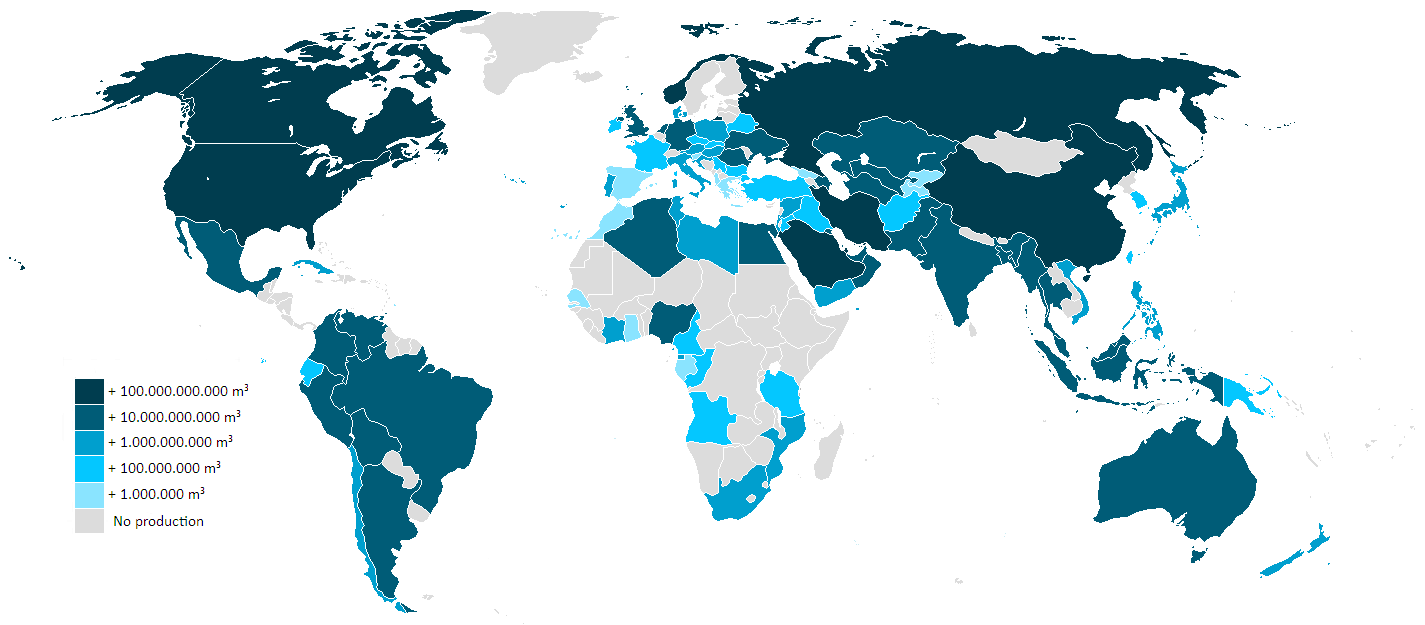
Těžba zemního plynu v metrech krychlových za rok

Prokázané zásoby zemního plynu ve světě na základě The World Factbook (2014)

Zemní plyn (novodobě někdy označován jako fosilní plyn) je nejedovatý přírodní hořlavý plyn využívaný jako fosilní palivo (zdroj energie) a jako surovina pro chemický průmysl. Jeho hlavní složkou je methan. Používá se také jako zdroj vodíku a pro výrobu dusíkatých hnojiv. Při nedokonalém spalování zemního plynu vzniká vysoce toxický oxid uhelnatý (CO). V malém množství však CO vzniká při každém spalování a spaliny z plynu nejsou cítit. Proto je vhodné umísťovat detektory CO u plynových kotlů a karem (průtokové ohřívače vody).

## Charakteristika
Zemní plyn je bez zápachu, proto se odorizuje, tj. přidávají se do něj páchnoucí plyny (např. ethylmerkaptan) tak, aby bylo možno čichem zjistit koncentraci ve vzduchu větší než 1 procento.
Ve vozidlech se využívá ve stlačené (CNG) nebo zkapalněné podobě (LNG). K uskladnění a transportu lze vytvořit tzv. pevný zemní plyn (SNG), kdy je vázán například v ledu. Zemní plyn lze také vyrábět synteticky (SNG).
Zemní plyn se těží z porézních sedimentárních hornin uzavřených ve strukturních pastech podobně jako ropa. Nachází se buď samostatně, společně s ropou nebo černým uhlím. Díky tomu, že obsahuje především methan, má v porovnání s ostatními fosilními palivy při spalování nejmenší podíl CO2 na jednotku uvolněné energie. Na druhé straně je methan mnohem účinnější skleníkový plyn než CO2 a úniky zemního plynu v celém logistickém řetězci od těžby po spotřebu jsou značné. V novějších výzkumech je proto užívání zemního plynu místo jiných fosilních paliv hodnoceno negativně.

### Fyzikální charakteristiky

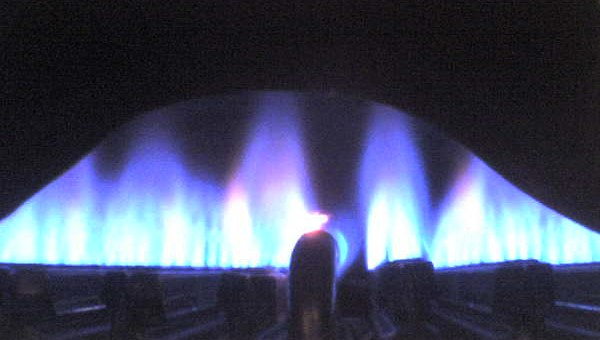
Plamen zemního plynu v domácnosti

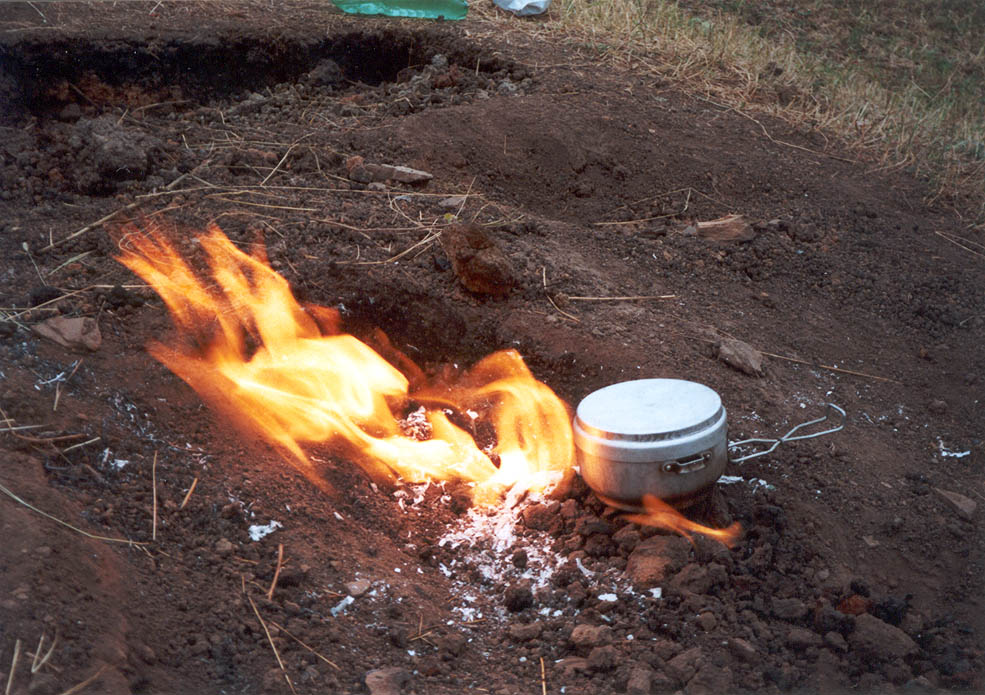
Focul viu (v překladu živý oheň) – přírodní vývěr zemního plynu v rumunských Karpatech nedaleko obce Lopătari v župě Buzău

Uvedené fyzikální charakteristiky jsou průměrné, protože se podle složení na různých nalezištích liší:
- Hustota:
  - suchý plynný: 0,7 kg/m3 (lehčí než vzduch)
  - kapalný: 400 kg/m3
- Molární hmotnost: 0,0164 kg/mol
- Teplota vznícení: 650 °C
- Teplota hoření: 1957 °C
- Výhřevnost: 16–34 MJ/m3 (plynný)[4]
- Oktanové číslo při použití ve spalovacích motorech: 120–130
- Dolní mez výbušnosti: 4,3%
- Horní mez výbušnosti: 15%

### Složení
Zemní plyn je směsí plynných alkanů methanu (CH4), ethanu (C2H6), propanu (C3H8) a butanu (C4H10).
- Methan
- Ethan
- Propan
- Butan

Typické složení zemního plynu:
| Methan               | CH4               | 70-90% |
| Ethan, Propan, Butan | C2H6, C3H8, C4H10 | 0-20%  |
| Oxid uhličitý        | CO2               | 0-8%   |
| Kyslík               | O2                | 0-0,2% |
| Dusík                | N2                | 0-5%   |
| Sirovodík            | H2S               | 0-5%   |
| Vzácné plyny         | Ar, He, Ne, Xe    | Stopy  |

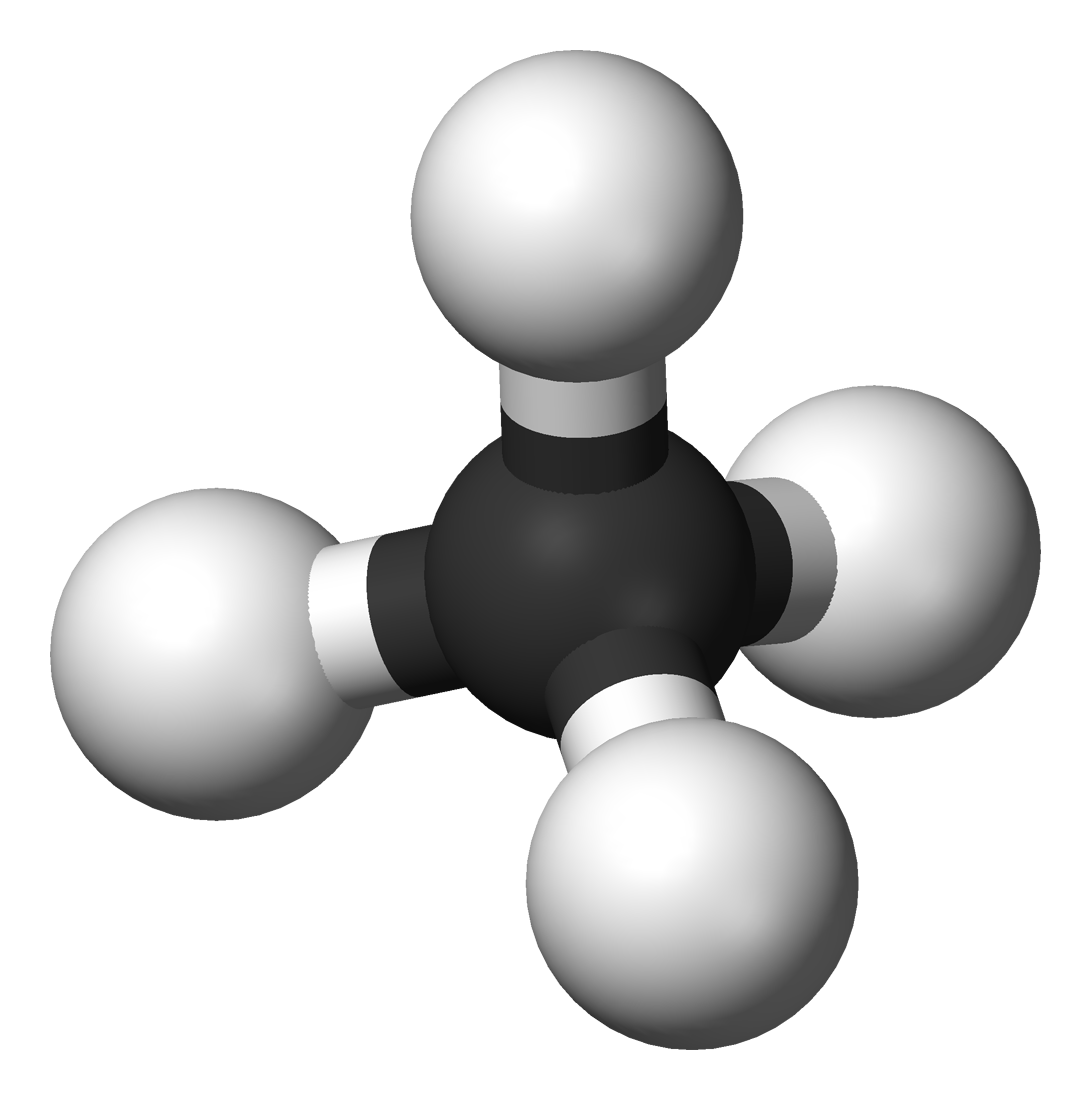
Methan
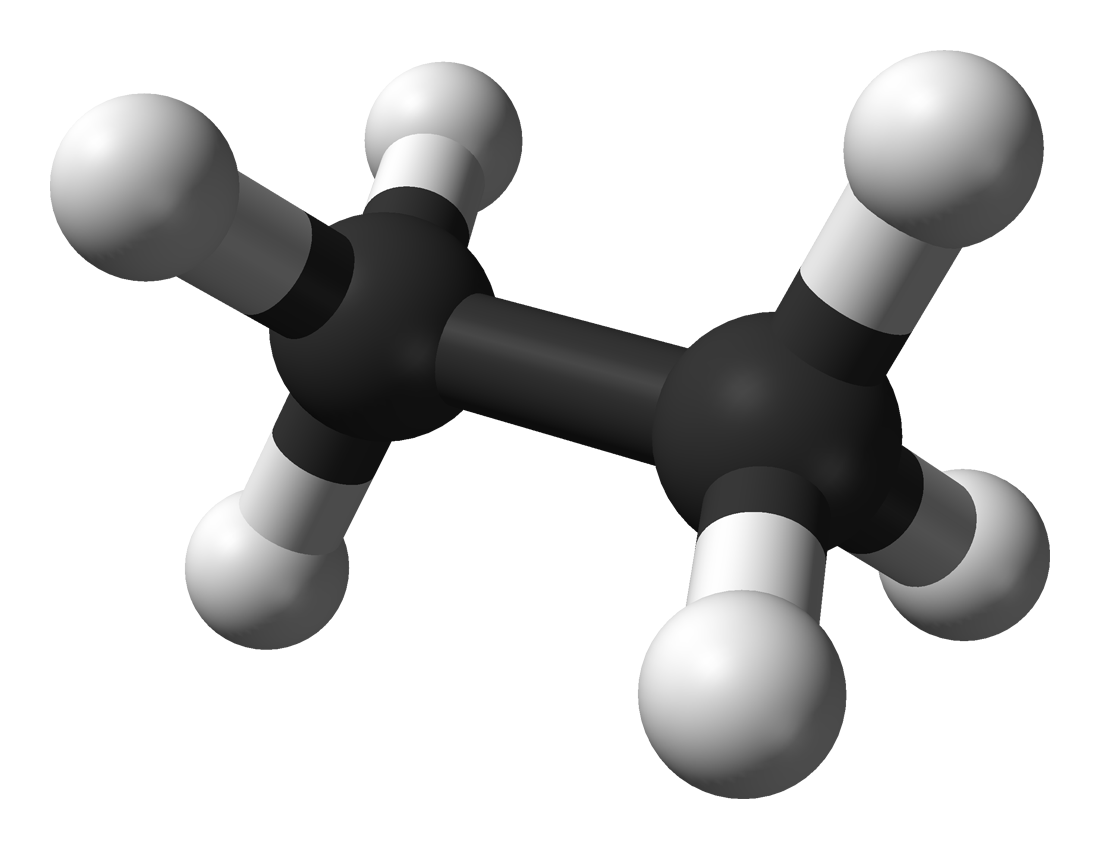
Ethan
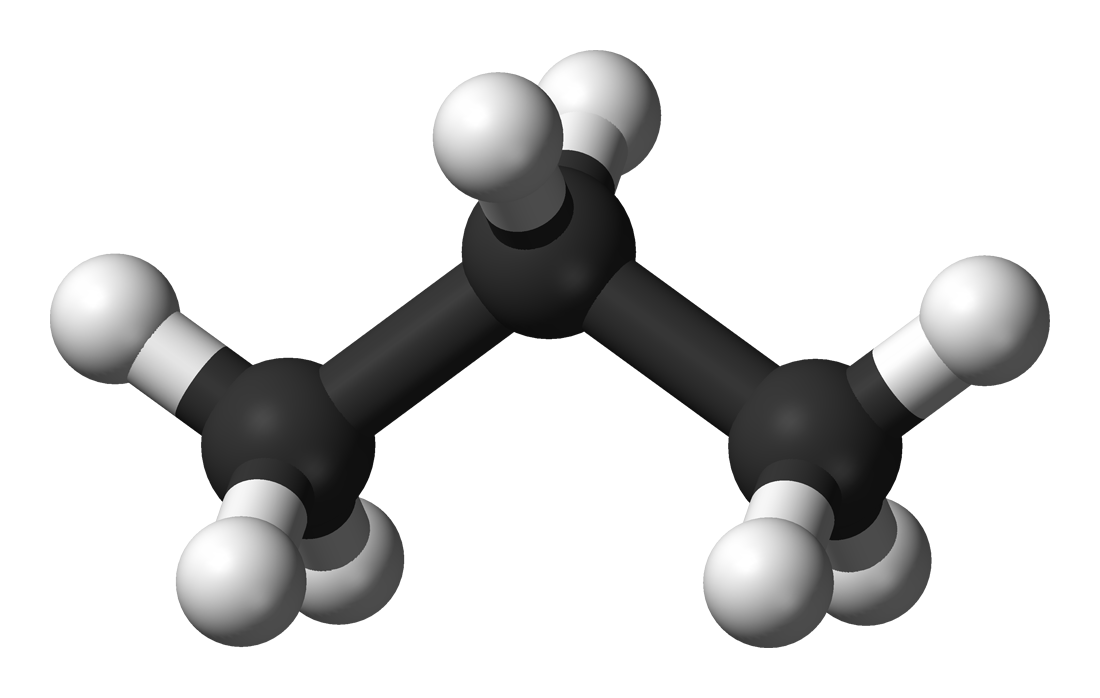
Propan
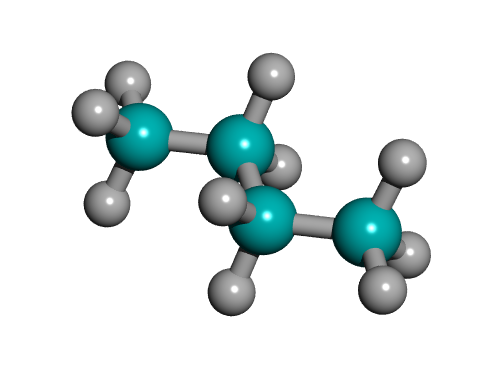
Butan

Složení zemního plynu se liší podle toho, ze kterého ložiska se těží (hodnoty jsou v molárních procentech):
| Země původu   | Methan | Ethan | Propan | Butan  | Dusík | Oxid uhličitý |
| ------------- | ------ | ----- | ------ | ------ | ----- | ------------- |
| Alžírsko      | 86,98  | 9,35  | 2,33   | 0,63   | 0,71  | 0,87          |
| USA (Aljaška) | 99,72  | 0,06  | 0,0005 | 0,0005 | 0,20  | < 0,019       |
| Nizozemí      | 82,12  | 2,81  | 0,38   | 0,13   | 13,43 | 0,99          |

Horní výhřevnost zemního plynu deseti největších producentů byla podle Mezinárodní agentury pro energii v roce 2020 následující:
| Země původu            | Horní výhřevnost [kJ/m3] |
| ---------------------- | ------------------------ |
| Alžírsko               | 39 565                   |
| Austrálie              | 39 914                   |
| Čína                   | 38 931                   |
| Írán                   | 39 356                   |
| Kanada                 | 39 280                   |
| Katar                  | 41 400                   |
| Norsko                 | 39 349                   |
| Rusko                  | 38 230                   |
| Saúdská Arábie         | 38 000                   |
| Spojené státy americké | 38 602                   |

## Vznik

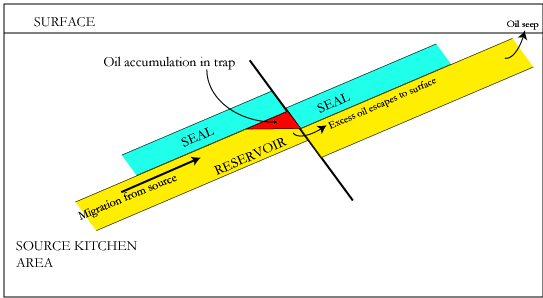
Schéma laterální migrace ropy a plynu do strukturní pasti

Schéma strukturní pasti

Zemní plyn vzniká v přírodě třemi způsoby: biogenicky bakteriálním rozkladem organické hmoty, termogenicky společně s ropou nebo anorganickou cestou během tuhnutí magmatu.
Anorganicky vzniklé uhlovodíky byly popsány z oceánských hřbetů v Tichém a Atlantském oceánu. Jejich množství jsou velmi malá a nacházejí se v tak nepřístupných hloubkách daleko od pevniny, že nemají komerční význam.
Biogeneze probíhá pouze v mělkých částech zemské kůry a jejími produkty jsou pouze plynné uhlovodíky (metan). Spočívá v přeměně organické hmoty drobnými mikroorganismy na metan. Methanogeny, drobné, metan produkující mikroorganismy, chemicky rozkládají organickou hmotu k výrobě metanu. Tyto mikroorganismy se běžně vyskytují v oblasti blízko povrchu, které jsou bez kyslíku. Tyto mikroorganismy také žijí ve střevech většiny zvířat, včetně člověka. Tvorba metanu tímto způsobem probíhá jen v blízkosti povrchu země, a většina tohoto metanu je obvykle ztracena do atmosféry. Za určitých okolností však může tento metan být zachycen v podpovrchových strukturních pastech a vytěžen jako zemní plyn. Příklad biogenního metanu je skládkový plyn.
Při pokračující subsidenci sedimentární pánve biogeneze ustává a začnou probíhat procesy termogenické. Při termogenické přeměně organické hmoty vznikají plynné uhlovodíky (zemní plyn), tekuté uhlovodíky (ropa) i pevné uhlovodíky (asfalt). Organický materiál se vlivem tepla a tlaku přemění nejprve na kerogen a pak na ropu a zemní plyn. Ropa se začíná tvořit při cca 60 stupních Celsia termogenickým rozpadem (krakováním) kerogenu. Tento proces pokračuje až do cca 120 stupňů Celsia. Při cca 100 stupních začíná tvorba plynu, která pokračuje zhruba do 200 stupňů Celsia. Teplotnímu intervalu tvorby ropy se říká ropné okno (60-120 stupňů Celsia). Teplotnímu intervalu tvorby plynu se říká plynové okno (100-200+ stupňů Celsia). Podle tepelného toku v daně sedimentární pánvi se hloubka ropného okna pohybuje mezi 2–4 km a hloubka plynového okna mezi 3–6 km.
Bez ohledu na teplotní podmínky v pánvi jsou různé zdrojové horniny náchylné k vytváření různých typu uhlovodíků. Některé zdrojové horniny (mořské břidlice s vysokým obsahem organického materiálu) jsou schopné produkce kapalných uhlovodíků (ropy) i plynu. Produkce probíhá postupně podle zahřívání zdrojové horniny při subsidenci a procházením nejprve ropným oknem a pak plynovým oknem. Uhlí se tradičně považuje za zdrojovou horninu náchylnou ke tvoření plynu, avšak v určitých případech (v závislosti na typu uhlí) může tvořit i ropu.
Poté, co zdrojová hornina dosáhne zralosti, nastane migrace. Plyn, někdy společně s ropou, migrují buď podél geologických zlomů (vertikální migrace) nebo podél porézních sedimentárních vrstev (laterální migrace). Typické příklady nosných vrstev při laterální migraci jsou porézní pískovce, některé vápence nebo i zvětralé vyvřelé horniny.
Poslední fáze je zachycení migrující ropy a plynu v tzv. ropné pasti, čímž vzniká jejich současná naleziště. Ropná past sestává z porézních hornin, které jsou v nadloží a po stranách utěsněné horninami nepropustnými. Ropné pasti jsou tvořeny jako geologické struktury (např. antiklinály, zlomové struktury), nebo stratigraficky (např. vyklinováním pískovce a faciálním přechodem do nepropustných břidlic). Těsnící horniny jsou většinou břidlice s vysokým obsahem jílu, ale i vyvřelé horniny, pokud nejsou zvětralé. Srdcem ropné pasti je pak vlastní porézní hornina (tzv. kolektorová hornina), kde se migrující ropa a plyn nahromadí. Typické kolektorové horniny jsou porézní pískovce nebo vápence korálových útesu. Klíčovým parametrem kolektorových hornin je jejich porozita a propustnost. Typická porozita se pohybuje od 8-35%, a typická propustnost od 100 Millidarcy (mD) do několika Darcy.
Uvnitř kolektoru se jednotlivé tekutiny rozdělí podle relativních hustot. Plyn se nahromadí v nejmělčích částech ropné pasti, ropa níže a voda nejníže.
Zdrojové horniny, maturace, migrace, ropné pasti, kolektorové a těsnicí horniny jsou souhrnně nazývaný ropným systémem. Aby mohlo naleziště vzniknout, musí v dané sedimentární pánvi existovat všechny jeho elementy. Navíc musí jejich tvorba proběhnout ve správné sekvenci. Například tvorba ropných pasti musí proběhnou před migraci, jinak ropa a plyn budou migrovat až na povrch a uniknou do atmosféry. Studium elementů ropného systému je základem moderního průzkumu.

## Průzkum

Schéma strukturní pasti se třífázovým kolektorem, obsahujícím vodu, ropy a plyn. Plyn se nahromadí v nejvyšší části pasti a vytváří tzv. plynovou čepičku.

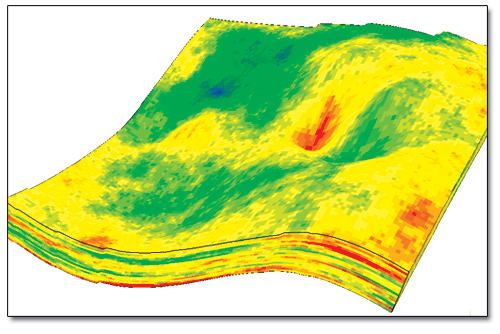
3D model kolektoru, barvy znázorňují porozitu (červená=vysoká)

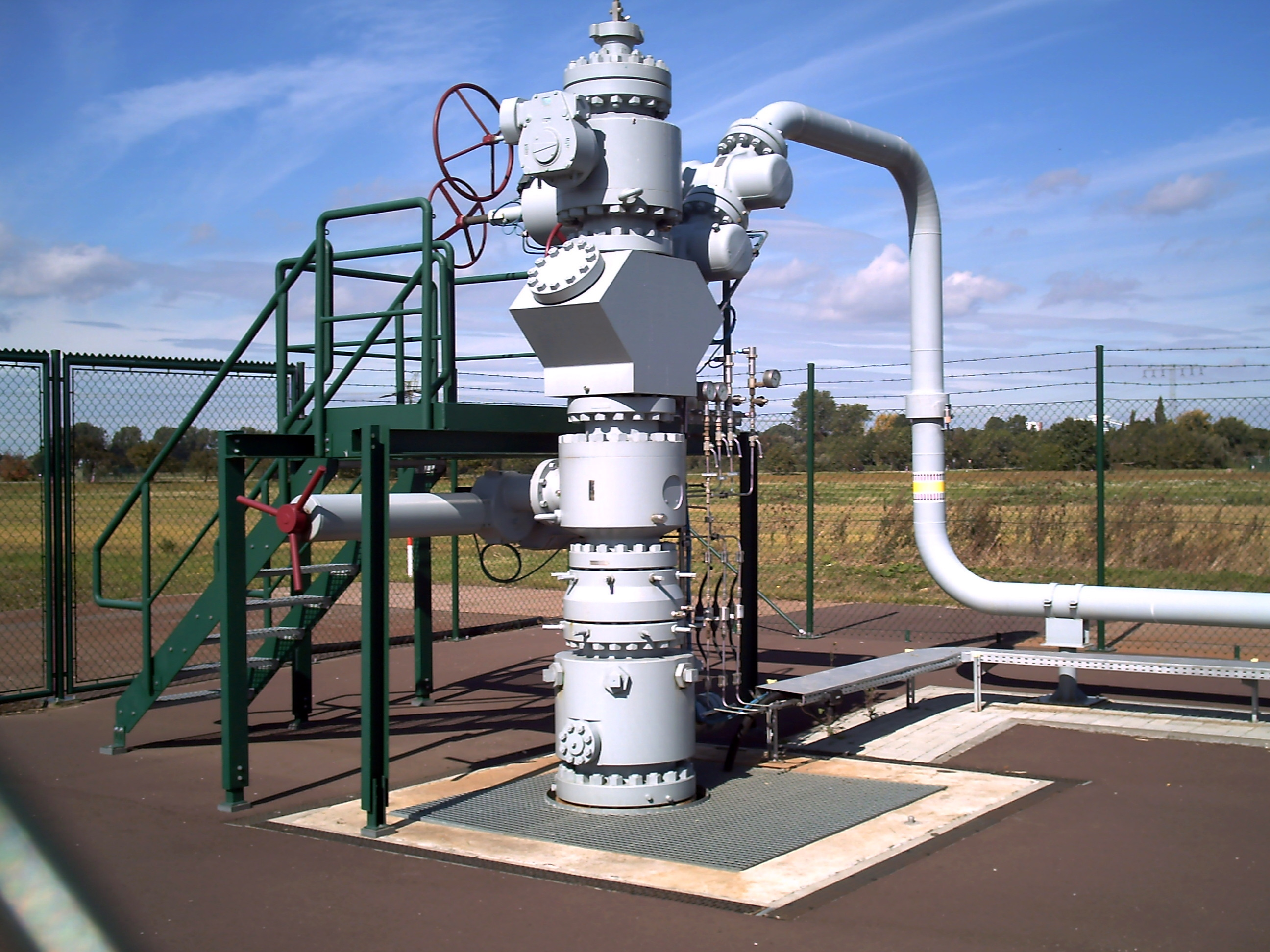
Hlavice těžebního vrtu. Ropa, plyn a voda vytékají na povrch pod tlakem ložiska bez pomocí čerpadla. Průtok je regulován manuálně pomocí ventilů. Vytěžené produkty odtékají potrubím směrem doprava k procesní stanici

Moderní průzkum je založen na stejných principech jako průzkum na ropu. Základem je těsná integrace mnoha technických disciplín: geologie, geofyziky, paleontologie, geochemie, petrofyziky, ropného inženýrství a ekonomie. Práce se provádí v prostředí integrovaných týmu, v rámci nichž uvedené disciplíny těsně spolupracují.
Základem je vždy dobrá znalost podpovrchové strukturní stavby. Ta se vybuduje na základě analýzy seismických profilů ve 2D nebo 3D modelu a do jisté míry i ze satelitních snímků nebo z terénní práce. Geochemická, geologická a paleontologická data ze starších vrtů se musí integrovat do vznikajícího modelu tak, aby vznikl co nejpřesnější obrázek podpovrchových struktur.
Geochemik provede analýzu zdrojových hornin (pokud existují vzorky), a analýzu vzorků ropy buď z existujících vrtů nebo z míst kde ropa prosakuje na povrch. Tím se potvrdí věk a typ zdrojové horniny, a její stupeň termální maturace.
Paleontolog provede analýzu podpovrchových vzorků z vrtů a povrchových vzorků z výchozu. Určí věk hornin ve studované oblasti a v některých případech i jejich sedimentární původ. Ze studia fosilních společenstev se dá určit v jakém prostředí byla ta která hornina uložena, zda v mělkém moři nebo v hluboké vodě apod.
Geofyzik a geolog integrují výsledky paleontologické analýzy dohromady se seismickými profily, profily interpretují a společně zmapují oblast. Připraví strukturní podpovrchové mapy klíčových horizontů a identifikují možné prospekty k vrtání. Zvláštním úkolem geofyzika je získat ze seismických profilů kvantitativní informace o porozitě a kapalinovém obsahu studovaných horizontů. Tým potom společně s ropným inženýrem a ekonomem odhadne možné rezervy.
Jakýkoliv průzkum neodvratně obsahuje element rizika. Typický průzkumný vrt má naději na úspěch mezi 5-40%. Tým má za úkol toto riziko odhadnout.
Průzkumné vrty jsou prvním stadiem hledání ropy a plynu. Když je nové ložisko objeveno, druhým stadiem jsou podpůrné vrty, které mají za úkol přesně vymezit ložisko a získat co nejvíce parametrů o kolektorových horninách. Tyto informace tým použije v modelování kolektorů. Nejdříve se připraví 3D statický model kolektorů že všech dostupných geologických a geofyzikálních dat. Ten se potom podrobí dynamické simulaci, při které se předpovídá tok tekutin (ropy, plynu a vody) skrz kolektor během produkce. Na základě této dynamické simulace tým potom navrhne optimální umístění těžebních vrtů. V tomto stádiu tým těžebních inženýrů navrhne povrchová těžební zařízení a jejich cenu.
Na základě této práce ekonomové přepracují ekonomický model peněžního toku během života ropného pole. Na základě toho management rozhodně, zda do projektu dále investovat a přikročit k těžbě. Pokud je rozhodnutí kladné, tým těžebních inženýrů postaví povrchová těžební zařízení a vrtní inženýři vyvrtají těžební vrty. Průzkumné vrty se ve většině případů nehodí pro produkci a jsou hned po vyvrtání a ukončení karotážních měření zacementovány.

## Těžba

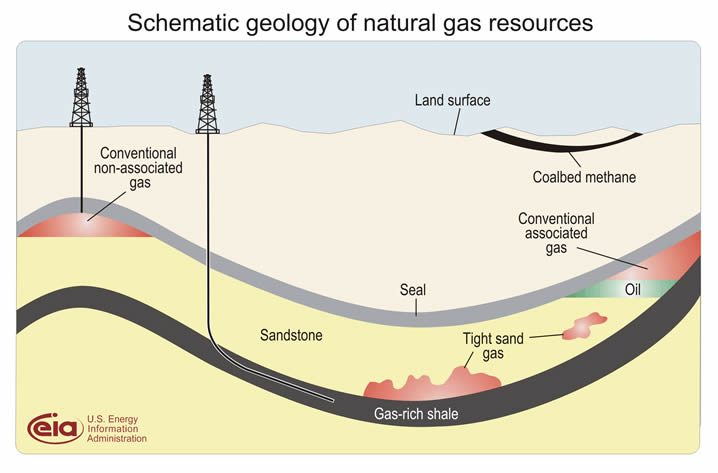
Schéma ložisek zemního plynu.

Produkce v USA, 1900-2013

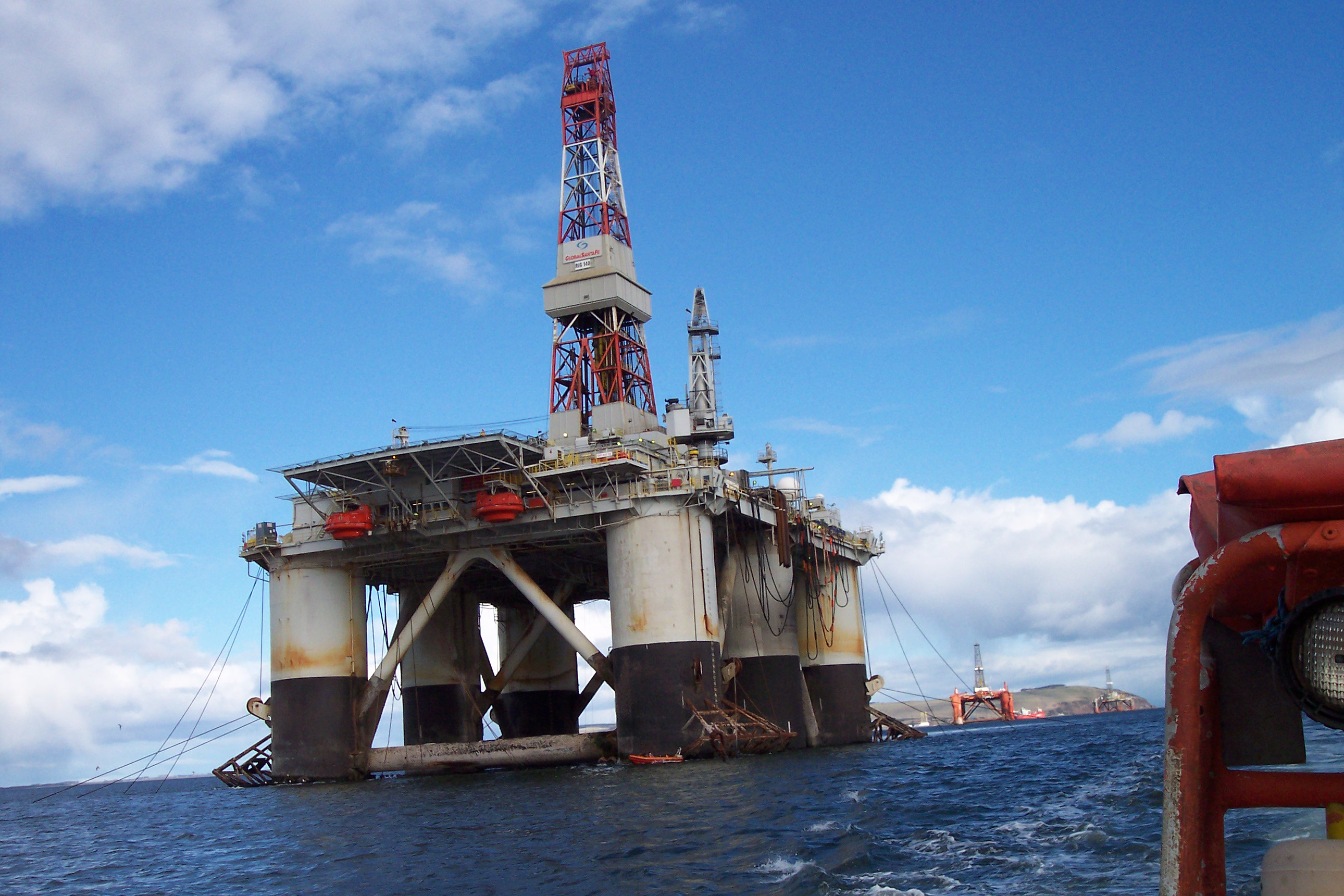
Semi-submersibilní vrtná souprava na moři

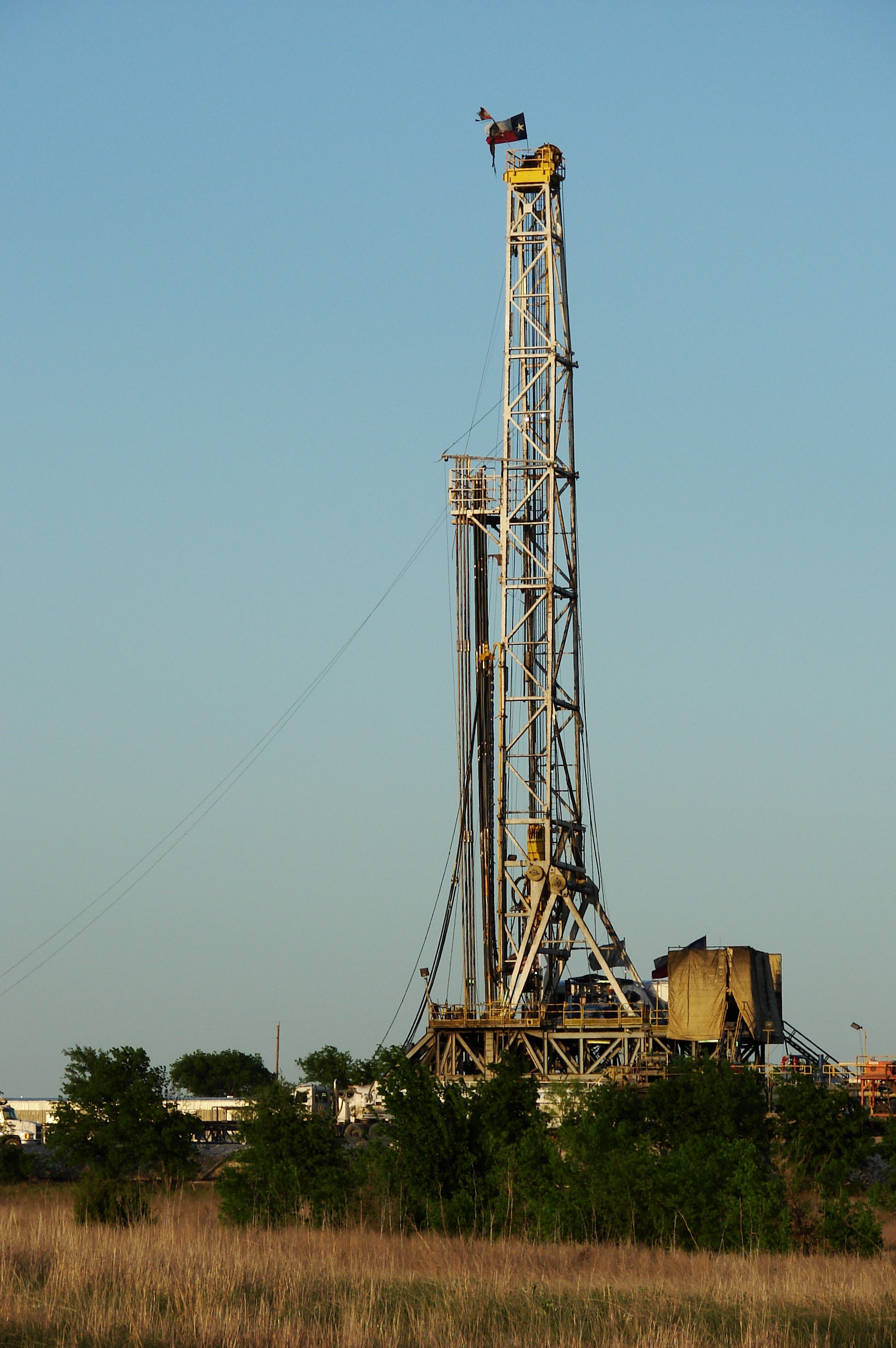
Vrtná souprava na souši

Tradiční ložiska zemního plynu jsou strukturní pasti sestávající z porézní kolektorové horniny obklopené horninami nepropustnými (břidlice, sůl, vyvřeliny). Plyn se nahromadí v nejvyšší části pasti, kde může být navrtán a vytěžen. Pokud se jedná o dvoufázové ložisko (plyn a voda), optimální strategie je navrtat klasickým vertikálním vrtem samý vrchol struktury co nejdále od rozhraní plyn-voda. Cílem je, aby se co nejdéle zabránilo přítoků vody do vrtu. Pokud se jedná o třífázové ložisko (plyn-ropa-voda), ropa se musí vytěžit nejdříve a teprve poté přistoupit k těžbě plynové čepičky. Když by se plynová čepička vytěžila nejdříve v kolektoru by poklesl tlak a zvýšila by se viskozita zbývající ropy. To by mělo nutně za následek drastické snížení jejich vytěžitelných zásob.
Nekonvenční ložiska plynu je kolektivní název pro všechny zdroje zemního plynu kromě tradičních dvou- a třífázových kolektorů. Může se jednat o těžbu plynu přímo z původní zdrojové horniny, kde se plyn tvoří in-situ (=na svém místě). Tomuto typu ložiska se říká břidlicový plyn. Zdrojové horniny jsou typicky břidlice s velmi nízkou propustností. Tradiční vertikální vrty se nedají použít, protože obnaží jen poměrně krátkou délku formace. Používají se proto vrty ukloněné nebo i horizontální, ve kterých délka horizontální sekce může dosáhnout až několika km. Cílem je obnažit co největší délku formace. Poté se přistoupí k hydraulickému štěpení formace, aby se vytvořily systémy umělých puklin, skrz které by do vrtů mohl začít proudit obsah formace (plyn a/nebo ropa). Hydraulické štěpení se u dlouhých horizontálních vrtů provádí v několika stádiích a nazývá se vícestupňové hydraulické štěpení.
Dalším nekonvenčním zdrojem je metan uhelných slojí (CBM, Coalbed Methane). Jedná se o metan uložený v uhlí procesem zvaným adsorpce. Tím se liší od typického pískovce nebo jiného tradičního ložiska. Nazývá se „sladký plyn“, protože obsahuje málo sirovodíku. Je v téměř tekutém stavu. Na rozdíl od tradičních ložisek obsahuje velmi málo těžších uhlovodíků jako je propan nebo butan, a žádný kondenzát. Často obsahuje až několik procent oxidu uhličitého. Některé uhelné sloje, jako jsou ložiska v Illawarra v Austrálii, obsahují naopak málo metanu a převládající plyn je oxid uhličitý. Přítomnost metanu v uhelných slojích je známá z podzemní těžby uhlí, kde představuje vážné bezpečnostní riziko.
Těžba je založena na principu desorpce, která probíhá podle křivky Langmuirovy adsorpční izotermy. Adsorbovaný metan se uvolní, pokud se sníží v uhelné sloji tlak. Metan je těžen vrtáním do uhelné sloje s následným čerpáním vody ze sloje. Pokles tlaku umožňuje desorpci metanu a jeho průtok v plynném skupenství na povrch. Pod tlakem je pak plynovodem distribuován.
Dalším nekonvenčním zdrojem jsou zmrzlé hydráty metanu pod mořským dnem.

## Vliv zemního plynu na životní prostředí

Vliv dlouhožijících skleníkových plynů na oteplování (tzv. radiační působení) se v posledních 40 letech výrazně zvýšil, přičemž dominantní vliv na globální oteplování mají oxid uhličitý a metan.

### Skleníkový efekt a uvolňování zemního plynu
Lidská činnost je zodpovědná za přibližně 60 % všech emisí metanu a za většinu výsledného nárůstu metanu v atmosféře. Zemní plyn je záměrně vypouštěn nebo je jinak známo, že uniká při těžbě, skladování, přepravě a distribuci fosilních paliv. Celosvětově se metan podílí na antropogenním oteplování skleníkovými plyny odhadem 33 %, dalších 18 % těchto emisí vzniká rozkladem tuhého komunálního odpadu (zdroj skládkového plynu) a odpadních vod. Tyto odhady zahrnují značné nejistoty, které by se měly v blízké budoucnosti snížit díky zdokonaleným družicovým měřením, jako je například plánované měření MethaneSAT.
Po uvolnění do atmosféry se metan odstraňuje postupnou oxidací na oxid uhličitý a vodu pomocí hydroxylových radikálů (OH−) vznikajícími v troposféře nebo stratosféře, čímž vzniká celková chemická reakce {\displaystyle {\ce {CH4 + 2O2 -> CO2 + 2H2O}}}.  I když je životnost metanu v atmosféře ve srovnání s oxidem uhličitým relativně krátká, s poločasem rozpadu přibližně 7 let, je účinnější při zadržování tepla v atmosféře, takže dané množství metanu má 84krát větší potenciál globálního oteplování než oxid uhličitý po dobu 20 let a 28krát po dobu 100 let. Zemní plyn je tedy silným skleníkovým plynem díky silnému radiačnímu působení metanu v krátkodobém horizontu a pokračujícímu působení oxidu uhličitého v dlouhodobém horizontu.
Cílená snaha o rychlé omezení oteplování prostřednictvím snížení antropogenních emisí metanu je strategií zmírňování změny klimatu, kterou podporuje Globální metanová iniciativa.

### Emise skleníkových plynů
Při rafinaci a spalování může zemní plyn produkovat o 25-30 % méně oxidu uhličitého na jeden dodaný joule než ropa a o 40-45 % méně než uhlí. Může také produkovat potenciálně méně toxických znečišťujících látek než jiná uhlovodíková paliva ve srovnání s jinými hlavními fosilními palivy však zemní plyn způsobuje více emisí v relativním vyjádření během výroby a přepravy paliva, což znamená, že emise skleníkových plynů během životního cyklu jsou přibližně o 50 % vyšší než přímé emise z místa spotřeby.
Z hlediska oteplovacího účinku za 100 let tvoří těžba a využívání zemního plynu přibližně pětinu emisí skleníkových plynů způsobených lidskou činností a tento příspěvek rychle roste. V celosvětovém měřítku se při využívání zemního plynu vypustilo do ovzduší přibližně 7,8 miliardy tun CO2 v roce 2020 (včetně spalování), zatímco využívání uhlí a ropy emitovalo 14,4, resp. 12 miliard tun. Podle odhadů IEA je energetický sektor (ropa, zemní plyn, uhlí a bioenergie) zodpovědný za přibližně 40 % lidských emisí metanu. Podle Šesté hodnotící zprávy IPCC vzrostla spotřeba zemního plynu mezi lety 2015 a 2019 o 15 % ve srovnání s 5% nárůstem spotřeby ropy a ropných produktů.
Pokračující financování a výstavba nových plynovodů naznačuje, že obrovské emise fosilních skleníkových plynů by mohly být uzamčeny na 40 až 50 let dopředu. Jen v americkém státě Texas se staví pět nových dálkových plynovodů, přičemž první z nich byl uveden do provozu v roce 2019 a další mají být uvedeny do provozu v letech 2020–2022. 

#### Zákazy instalace
Nizozemsko v zájmu snížení emisí skleníkových plynů dotuje přechod od zemního plynu pro všechny domácnosti v zemi do roku 2050. V Amsterdamu nejsou od roku 2018 povoleny žádné nové plynové přípojky pro obytné domy a do roku 2040 by měly být všechny domy ve městě přestavěny tak, aby využívaly přebytečné teplo z přilehlých průmyslových budov a provozů. Některá města ve Spojených státech začala zakazovat plynové přípojky pro nové domy, přičemž byly přijaty a zvažují se státní zákony, které buď vyžadují elektrifikaci, nebo zakazují místní výjimky. Nové přípojky plynových spotřebičů jsou zakázány ve státě New York a na Teritoriu hlavního města Austrálie. Kromě toho se stát Victoria v Austrálii chystá zavést zákaz nových přípojek zemního plynu od 1. ledna 2024 jako součást svého plánu náhrady plynu.
Vláda Spojeného království rovněž experimentuje s alternativními technologiemi vytápění domácností, aby splnila své klimatické cíle. V zájmu zachování svého podnikání lobbují plynárenské společnosti ve Spojených státech za zákony, které brání místním nařízením o elektrifikaci, a prosazují obnovitelný zemní plyn a vodíkové palivo.

### Ostatní znečišťující látky
Přestože zemní plyn produkuje mnohem menší množství oxidu siřičitého a oxidů dusíku (NOx) než jiná fosilní paliva, mohou být NOx ze spalování zemního plynu v domácnostech zdraví nebezpečné.

### Radionuklidy
Při těžbě zemního plynu vznikají také radioaktivní izotopy polonia (Po-210), olova (Pb-210) a radonu (Rn-220). Radon je plyn s počáteční aktivitou od 5 do 200 000 becquerelů na metr krychlový plynu. Rychle se rozpadá na Pb-210, který se může vytvářet jako tenká vrstva v zařízeních na odsávání plynu.

## Cena plynu

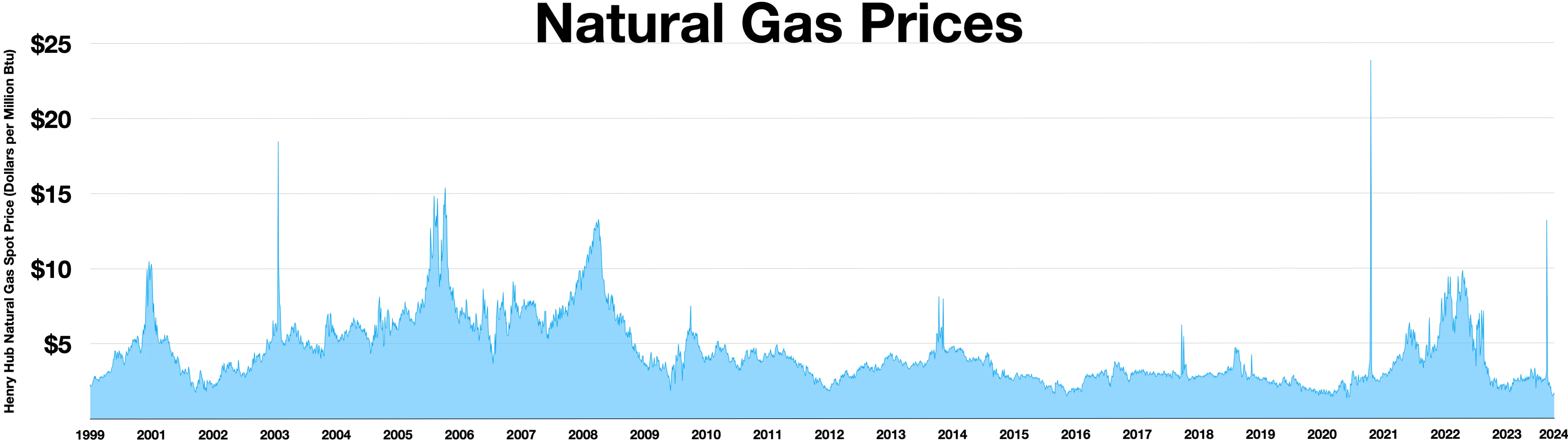
Cena zemního plynu v letech 2000 - 2022 (burza NYMEX).

Cena plynu je v České republice tvořená třemi složkami: regulovanou složkou, neregulovanou složkou a daní (stanovených Ministerstvem financí). Neregulovanou složku představuje tržní cena komodity – tedy zemního plynu jako takového, která je pro ČR stanovována podle burzy PXE (Energetická burza Praha) v uzlu operátora trhu (OTE). S cenou plynu na trzích koreluje cena, za kterou je prodávána emisní povolenka a její cena započtena v tržní ceně plynu.
Druhou část ceny zemního plynu tvoří regulovaná složka, která dříve tvořila až polovinu výsledné ceny, v roce 2022 tvoří asi pětinu. Regulovaná složka je každoročně stanovována Energetickým regulačním úřadem (ERÚ) a zahrnuje náklady na distribuci (údržba, obnova a inovace infrastruktury), příspěvek na činnost operátora trhu (OTE) a regulátora.
Průměrná cena zemního plynu byla v roce 2020 1,40 Kč za 1 kWh, takže domácnost vytápěná plynem (s roční spotřebou 22 MWh) měla celkové náklady v průměru 30 745 Kč.
Roku 2021 ceny zemního plynu prudce vzrostly v Evropě a Asii (nikoliv však v USA) převážně díky vzrůstu poptávky v Číně. Nastává tak i krach dodavatelů energií v Česku.

### Liberalizace trhu s plynem v EU
Díky liberalizaci trhu v celé EU v roce 2007 si spotřebitel (odběratel) může vybírat libovolného dodavatele, který splní předepsané podmínky. Dodavatelé plynu zveřejňují své ceníky (např. ceníky ČEZ ESCO), ze kterých si mohou zájemci vybírat a ověřovat účtování cen. Ceny dodavatelů plynu se liší a její vývoj v čase pro koncového odběratele je závislý z velké části na typu uzavřené smlouvy. Odběratel může uzavřít s dodavatelem smlouvu na dodávku plynu na dobu neurčitou, kterou je možné kdykoli vypovědět, nebo smlouvu na dobu určitou, která trvá až do jejího vypršení, tedy do konkrétního data, na kterém se odběratel a dodavatel dohodli na začátku. Většinou se takové smlouvy prodlužují automaticky, pokud odběratel nevyjádří ve stanovené lhůtě rozhodnutí nepokračovat. Smlouva může rovněž obsahovat fixaci ceny plynu, kdy se dodavatel zavazuje k dodávce plynu za předem stanovenou cenu po celou dobu fixace (nejčastěji 1–3 roky). Fixace ceny bývá často součástí smlouvy na dobu určitou, zatímco cena plynu v rámci smlouvy na dobu neurčitou se může měnit. Cena se také může průběžně odvozovat ze spotového (okamžitého denního) trhu.

### Diverzifikace dovozu plynu
Před pandemií covidu dodalo v roce 2019 Rusko do Evropy 199 miliard m3 plynu, v roce 2020 to bylo 175 miliard m3, v roce 2021 pak 155 miliard m3 (45 % dovozu do EU). V roce 2022 po ruské invazi na Ukrajinu klesl do září dovoz ruského zemního plynu do EU proti předchozímu roku o 48 %.

#### Diverzifikace dovozu plynu do ČR
Česko pro diverzifikaci využívá napojení na plynovody Gazela (napojení na plynovod Nord Stream v Německu), Opal (do Německa) a Jamal (z Ruska přes Bělorusko a Polsko), kterými může plyn proudit oběma směry (buď směrem z Ruska do západních zemí nebo naopak ze západních zemí do Česka).
Výhradní závislost na dovozu plynu z Ruska byla po listopadu '89 citlivou záležitostí, protože ohrožovala energetickou bezpečnost státu. O nutnosti diverzifikace vláda rozhodla v roce 1996. V roce 1997 byla uzavřena na 20 let dohoda s konsorciem norských firem na odběr 53 miliard m3 plynu, k rozhodnutí přispělo vydírání Ruska zastavením dodávek plynu přes Ukrajinu (plynovod Bratrství). Plyn začal být od nich do Česka dovážen 1. května téhož roku prostřednictvím nově otevřeného severoněmeckého plynovodu NETRA. V roce 2009 spory Moskvy s Kyjevem o platby a ceny přerušily dodávky ruského plynu přes Ukrajinu a diverzifikace se ukázala jako prozíravá. V roce 2009 bylo z Norska odebíráno 20 až 25 % plynu, v roce 2014 pak 25 %. Státní energetická koncepce dlouhodobě předpokládala udržení energetické nezávislost ČR, v roce 2012 byla naplánována dovozní nezávislost pod 65 % do roku 2030 a 70 % do roku 2040.
V roce 2015 už bylo z Norska pouze 5 % plynu. V roce 2016 za vlády Bohuslava Sobotky, projekt o dva roky předčasně skončil (pro nezájem české strany nebyl prodloužen), za což si vláda Bohuslava Sobotky i vláda Andreje Babiše vysloužila kritiku odborníků (stejně jako za nepostavení plynovodu Stork II). Závislost ČR na ruském plynu ukončením smlouvy s Norskem stoupla v roce 2016 na 98 % (2 % tvoří vlastní těžba na jižní Moravě). Během celé doby norských dodávek byl ale ve skutečnosti do ČR dodáván ruský plyn, protože kvůli rozdílnému složení bylo obtížné jeho využívání a kvůli technickému propojení plynovodů norský plyn do ČR nedotekl, proto byly dodávky navzájem započítávány a přeprodávány na burze.
Už před zahájením války na Ukrajině cena plynu strmě stoupala a nejvyšší byla na PXE burze v srpnu 2022, poté cena začala klesat. Po sabotáži v září 2022, kdy Rusko definitivně uzavřelo plynovod Nord Stream 1, bylo do ČR z Norska a LNG terminálů odebíráno 65 % zemního plynu.
Přestože byly v roce 2023 na dovoz uvaleny sankce, docházelo na podzim k dovozu ruského plynu i do ČR v objemu až 50 % denní spotřeby. Podle analýzy se nejednalo o plnění dlouhodobých kontraktů s ruským Gazpromem, ale o levné nákupy přebytků ruského plynu dováženého do zemí, které mají na ruský plyn zatím výjimku (Maďarsko, Slovensko, Rakousko s konstantním odběrem ruského plynu okolo 80 mil. m3 denně, částečně Srbsko, Chorvatsko). V prosinci 2023 se přes předávací stanici v Lanžhotu na hranici se Slovenskem dodávalo 58 % české spotřeby, v lednu 62 %. Podle udávané výhřevnosti by se mohlo jednat o norský plyn, který byl na podzim uložen do zásobníků na Ukrajině a poté byl dodáván zpět do české sítě. Žádný evropský obchodník mimo zmíněné země přímo z Ruska (resp. od Gazpromu) nenakupuje. Rakouská OMV má v Rusku kontrakt do roku 2040, Maďarsko kontrakty v roce 2023 navýšilo, ale nesdělilo podrobnosti. Ukrajina přestane zajišťovat tranzit ruského plynu na konci roku 2024 (Rusko stejně neplatí řádně tranzitní poplatky), ale nebude bránit třetím stranám v zajištění tranzitu (tj. riziko tranzitních nákladů se přesune z Ukrajiny na obchodníky s plynem).

### Dopad války na Ukrajině
Rusko používalo plyn jako nástroj nátlaku proti Evropě a Ukrajině minimálně od roku 2009, kdy byly dodávky plynu do Evropy pomocí plynovodu Bratrství jednostranně přerušeny Ruskem. Podle ředitele ČEZ začala ruská energetická válka proti Evropě zhruba rok před ruskou invazí na Ukrajinu, kdy Rusko nenápadně snižovalo dodávky a naplněnost zásobníků v Evropě. Na jaře 2021 přestal ruský Gazprom nabízet na evropské burze kontrakty na pokračující odběry, což způsobilo růst ceny zemního plynu a v říjnu 2021 krach dodavatele Bohemia Energy (firma neměla jak získat pro své zákazníky plyn za nízkou cenu, protože neměla zajištěny dlouhodobé dodávky). V únoru 2022 začalo Rusko válku na Ukrajině a zároveň dále omezovalo pod různými záminkami dodávky zemního plynu do EU. V dubnu 2022 ukončilo Rusko dodávky plynovodem Jamal. V létě 2022 omezilo Rusko dodávky plynovodem Nord Stream 1 s odkazem na nefunkční turbíny jen na 20 % kapacity. Na konci léta odstavilo i poslední kompresorovou turbínu a dodávky už nebyly obnoveny, i když jejich dodavatel poruchy rozporoval a Rusko si nepřevzalo opravenou turbínu z Kanady. V září 2022 byly zničeny trasy plynovodu Nord Stream 1 a jedna z tras plynovodu Nord Stream 2 a později bylo potvrzeno, že šlo o ukrajinskou sabotáž. Vladimir Putin v říjnu 2022 nabídl Evropě obnovení dodávek skrze nepoškozené potrubí Nord Stream 2, což ale Německo jako koncový uzel tohoto plynovodu odmítlo s odkazem na nespolehlivost Ruska jako dodavatele a faktu, že tato dvojice plynovodů nedodávala plyn už před jejich poškozením.
Evropa se v roce 2022 pokouší nahradit ruské dodávky dovozem zkapalněného zemního plynu (LNG) z Kataru, USA a od dalších dodavatelů. V září 2022 připlula do nizozemského Eemshavenu první loď s nákladem LNG, kterou si objednala ČEZ z USA jako náhradu za ruský zemní plyn. Generální ředitel ČEZ v říjnu 2022 oznámil, že Gazprom neplní smlouvy o dodávkách a dluží proto ČEZ až miliardy Kč, o které bude vedena mezinárodní arbitráž, a proto neuvažuje o dalších odběrech plynu z Ruska. Němečtí dodavatelé plynu dodrželi smlouvy o dodávkách do ČR, přestože po náhlém výpadku museli nakupovat drahý plyn na burze. V roce 2023 spotřebovalo Česko nejméně plynu v historii a spotřeba od roku 2021 stále klesá. Společnosti NET4GAS poklesl tranzit plynu o 94 % a celých 92 % plynu přitéká z Německa.
V roce 2023 měl ruský Gazprom propad exportu zemního plynu o 30 % z předválečných 185 miliard na 69 miliard m3, což je návrat na exportní úroveň roku 1985. V roce 2023 dodal Gazprom do Evropy o 56 % méně plynu. Čína nakupuje ruský plyn z jižních nalezišť za poloviční cenu než Evropa skrze plynovod Síla Sibiře a Rusko vyjednává s Mongolskem a Čínou o stavbě plynovodu Síla Sibiře 2, který by měl plyn ze severních nalezišť na poloostrově Jamal přivést do Číny (tj. ze zdrojů, které dodávaly plyn do Evropy).
Maďarsko podle tamějšího levicového deníku Népszava přeplácí k tržní ceně zemního plynu, který odebírá z Ruska, od roku 2023 až 30 %. V listopadu 2024 zastavil Gazprom dodávky ruského plynu do Rakouska (1 % celkové spotřeby plynu v EU), protože rakouská firma OMV vyhrála arbitráž za nedodaný plyn po Ruskem zastavených dodávkách v roce 2021 a přiřkla OMV odškodnění 230 milionů eur (5,8 miliardy korun). Už v červnu 2024 vyhrála podobou arbitráž německá firma Uniper za odškodnění od Gazpromu za nedodaný plyn ve výši 13 miliard eur (329 miliard korun).

## Bezpečnost
Pracovníci těžby zemního plynu se potýkají s jedinečnými zdravotními a bezpečnostními problémy.

### Těžba
Z některých nalezišť zemního plynu se získává sulfan obsahující sirovodík {\displaystyle {\ce {(H2S)}}}, který je při vdechování toxickou sloučeninou. K odstranění sirovodíku ze zemního plynu se často používá průmyslová aminová úprava plynu, která odstraňuje sulfanové složky.
Těžba zemního plynu (nebo ropy) vede ke snížení tlaku v ložisku. Takový pokles tlaku zase může vést k poklesu, propadání země nad ním. Sesedání může ovlivnit ekosystémy, vodní toky, kanalizační a vodovodní systémy, základy atd.

### Frakování (hydraulické štěpení)
Uvolňování zemního plynu z podpovrchových porézních horninových formací lze provádět procesem zvaným hydraulické štěpení neboli frakování. Od prvního komerčního hydraulického štěpení v roce 1949 bylo ve Spojených státech hydraulicky štěpeno přibližně milion vrtů. Při těžbě zemního plynu z hydraulicky štěpených vrtů se využil technologický vývoj směrového a horizontálního vrtání, který zlepšil přístup k zemnímu plynu v těsných horninových formacích. K výraznému nárůstu těžby nekonvenčního plynu z hydraulicky štěpených vrtů došlo v letech 2000–2012.
Při hydraulickém štěpení vhánějí provozovatelé vrtů do hornin vodu smíchanou s různými chemickými látkami skrz pažnici vrtu. Voda pod vysokým tlakem rozbíjí nebo „štěpí“ horninu, čímž se z horninového útvaru uvolňuje plyn. Do vody se přidává písek a další částice jako proppant, který udržuje trhliny v hornině otevřené, a umožňuje tak plynu proudit do pažnice a poté na povrch. Do kapaliny se přidávají chemické látky, které plní například funkci snižování tření a potlačování koroze. Po „frackingu“ se ropa nebo plyn vytěží a 30–70 % frakovací kapaliny, tj. směsi vody, chemikálií, písku atd., odteče zpět na povrch. Mnoho plynonosných formací obsahuje také vodu, která bude proudit na povrch vrtu spolu s plynem, a to jak v hydraulicky štěpených, tak v nehydraulicky štěpených vrtech. Tato vytékající voda má často vysoký obsah soli a dalších rozpuštěných minerálů, které se v dané formaci vyskytují.
Objem vody použité k hydraulickému štěpení vrtů se liší podle techniky hydraulického štěpení. Ve Spojených státech se uvádí, že průměrný objem vody použitý na jedno hydraulické štěpení činil před rokem 1953 téměř 7 375 galonů u vertikálních ropných a plynových vrtů, v letech 2000–2010 téměř 197 000 galonů u vertikálních ropných a plynových vrtů a v letech 2000–2010 téměř 3 miliony galonů u horizontálních plynových vrtů.
Určení, která technika štěpení je vhodná pro produktivitu vrtu, závisí do značné míry na vlastnostech horniny ložiska, z níž se má těžit ropa nebo plyn. Pokud se hornina vyznačuje nízkou propustností – což se týká její schopnosti propouštět látky, tj. plyn, pak lze horninu považovat za zdroj těsného plynu. Frakování při těžbě břidlicového plynu, který je v současné době také označován za zdroj nekonvenčního plynu, zahrnuje vrtání vrtu vertikálně, dokud nedosáhne bočního útvaru břidlicové horniny, v tomto bodě se vrt otočí a sleduje horninu stovky nebo tisíce metrů horizontálně. Naproti tomu konvenční zdroje ropy a plynu se vyznačují vyšší propustností hornin, která přirozeně umožňuje proudění ropy nebo plynu do vrtu s méně intenzivními technikami hydraulického štěpení, než jaké si vyžádala těžba těsného plynu. Desítky let vývoje vrtných technologií pro konvenční a nekonvenční těžbu ropy a plynu nejenže zlepšily přístup k zemnímu plynu v málo propustných horninách ložisek, ale také představovaly významné negativní dopady na životní prostředí a veřejné zdraví.

### Únik zemního plynu v místě spotřeby
V domácnostech užívaný zemní plyn je pro případ úniku značkován sloučeninami síry, páchnoucími po zkažených vejcích. Proces značkování se nazývá odorizace, používá se především ethanthiol. Při úniku hrozí výbuch, nikoliv otrava. Methan má minimální toxicitu, ohrožuje organismus až vytěsněním kyslíku pod hranici 16 %.